# اچ‌ام‌اس پاورفول (۱۷۸۳)
اچ‌ام‌اس پاورفول (۱۷۸۳) (به انگلیسی: HMS Powerful (1783)) یک کشتی بود که طول آن ۱۶۸ فوت ۶ اینچ (۵۱٫۳۶ متر) بود. این کشتی در سال ۱۷۸۳ ساخته شد.